# トートマイシン
トートマイシン（tautomycin、タウトマイシン）は、貝類に含まれる天然の有機化合物であり、微生物Streptomyces spiroverticillatusによって生産されている。ポリケチドに分類され、3つのヒドロキシル基、2つのケトン、ジアルキルマレイン酸無水物、エステル結合（無水物ユニットとポリケチド鎖を繋ぐ）、スピロケタール、メチルエーテル構造が特徴である。

## 薬理学
トートマイシンは非常に強いタンパク質脱リン酸化酵素 PP1およびPP2Aの阻害剤である。トートマイシンはPP2Aに比べてPP1に対して僅かに選択性を示すことが明らかにされている。